# ياسمين دغفوس
ياسمين دغفوس هي لاعبة أولمبية ومبارزة تونسية وُلدت في 1 يناير 2000، ومثلت تونس في دورة الألعاب الأولمبية الصيفية 2020 في منافسات المبارزة بالسيف للسيدات.

## المشاركات والميداليات
شاركت ياسمين دغفوس عام 2016 في بطولة أفريقيا للمبارزة، والتي أقيمت في مدينة الجزائر بالجزائر حيث حصلت على الميدالية الذهبية في منافسات المبارزة بسلاح السيف، وفي العام التالي شاركت في منافسات البطولة ضمن نفس الفئة ونجحت في أحراز الميدالية الفضية، وفي عام 2019 شاركت في بطولة أفريقيا للمبارزة، والتي أقيمت في مدينة باماكو بمالي حيث حصدت الميدالية الذهبية مجددًا في منافسات المبارزة بسلاح السيف. تأهلت ياسمين دغفوس للمشاركة في  دورة الألعاب الأولمبية الصيفية عام 2020 بعدما تمكنت من الفوز مع المنتخب التونسي للمبارزة بنتيجة 45-39 خلال منافسات دور الإثنين والثلاثين من الدورة المؤهلة للأولمبياد في منافسات المبارزة بالسيف، والتي أقيمت في مدينة بودابست بالمجر. ولكن في العام التالي، لم تتمكن ياسمين دغفوس من التأهل إلى الأدوار النهائية في منافسات المبارزة بالسيف في دورة الألعاب الأولمبية الصيفية عام 2020 التي أقيمت في مدينة طوكيو باليابان، وخرجت من دور الأربعة وستين في منافسات فردي المبارزة بالسيف الحاد بعدما خسرت بنتيجة 6- 15 أمام المبارزة المجرية كاتونا ريناتا، على حين غادرت منافسات المبارزة للفرق في الدور ثمن النهائي من البطولة مع المنتخب التونسي للمبارزة بعد خسارته أمام المنتخب الياباني بنتيجة 45-29. ويوضح الجدول التالي أهم المُسابقات والبطولات التي شاركت فيها ياسمين دغفوس، وأبرز الميداليات والألقاب التي حققتها في البطولات والمسابقات المختلفة:
| العام | المسابقة                                | المكان                | المنافسات                          | الترتيب/الميدالية                   | ملاحظات                                  |
| ----- | --------------------------------------- | --------------------- | ---------------------------------- | ----------------------------------- | ---------------------------------------- |
| 2016  | بطولة أفريقيا للمبارزة                  | الجزائر، الجزائر      | المبارزة بسلاح السيف الحاد للسيدات | المركز الأول (الميدالية الذهبية)    |                                          |
| 2017  | بطولة أفريقيا للمبارزة                  | القاهرة، مصر          | المبارزة بسلاح السيف الحاد للسيدات | المركز الثاني (الميدالية الفضية)    |                                          |
| 2019  | بطولة أفريقيا للمبارزة                  | باماكو، مالي          | المبارزة بسلاح السيف الحاد للسيدات | المركز الأول (الميدالية الذهبية)    |                                          |
| 2021  | دورة الألعاب الأولمبية الصيفية عام 2020 | طوكيو، اليابان        | المبارزة بسلاح السيف الحاد للسيدات | لم تتأهل                            | خرجت من الدور 64 بعدما خسرت بنتيجة 6-15  |
| 2022  | بطولة أفريقيا للمبارزة                  | الدار البيضاء، المغرب | المبارزة بسلاح السيف الحاد للسيدات | المركز الثاني (الميدالية الفضية)    |                                          |
| 2022  | ألعاب البحر الأبيض المتوسط 2022         | وهران، الجزائر        | المبارزة بسلاح السيف الحاد للسيدات |                                     |                                          |
| 2023  | جايزة تونس الكبرى للمبارزة بالسيف الحاد | تونس، تونس            |                                    |                                     | خرجت من الدور 64 بعدما خسرت بنتيجة 12-15 |
| 2023  | بطولة أفريقيا للمبارزة                  | القاهرة، مصر          | المبارزة بسلاح السيف الحاد للسيدات | المركز الثالث (الميدالية البرونزية) |                                          |